# Sonata-Fantasia per pianoforte (Skrjabin)
La Sonate-Fantaisie in sol diesis minore W6 è un'opera del compositore russo Aleksandr Nikolaevič Skrjabin; fu composta nel 1886, quando aveva quattordici anni. È dedicata a Natal'ja Sekerina, l'innamorata della sua adolescenza.
Un'introduzione portentosa porta a un primo movimento dolce e idilliaco che ricorda molto Chopin nel flusso della melodia. L'Andante iniziale lascia il posto a un movimento di sonata più agitato. Il tema della cadenza, specialmente al suo ritorno in cui è accompagnato da semplici accordi piuttosto che da forme fluenti di accompagnamento, ha un tocco di mazurca. La sezione di sviluppo, con le sue decime spezzate nella mano sinistra e la polifonia negli acuti, è molto originale nelle sue sonorità. Il finale introduce una reminescenza di un'idea che deriva dall'introduzione. Il suo cromatismo è decisamente caratteristico delle opere tardive di Skrjabin.
Il lavoro è stato scritto durante il periodo in cui Skrjabin studiava sotto Nikolaj Zverev.